# Dusun deyah
Le dusun deyah est une langue austronésienne parlée en Indonésie, dans le Kalimantan du Sud, dans l'île de Bornéo. La langue appartient à la branche malayo-polynésienne des langues austronésiennes.

## Classification
Le dusun deyah est une des langues barito orientales, un groupe des langues malayo-polynésiennes occidentales.

## Vocabulaire
Exemples du vocabulaire de base du dusun deyah :
| français       | dusun deyah | Malgache    |
| -------------- | ----------- | ----------- |
| un             | ɛrai        | iray ou isa |
| cinq           | dimɔ        | dimy        |
| cendres        | lɔβɔnʊŋ     | lavenona    |
| pluie          | uran        | orana       |
| maison         | lɔβʊ'       | trano       |
| feu            | apui        | afo         |
| soleil         | matɔ'ɔnrɔ   | masoandro   |
| cochon sauvage | βaβui       | kisoa       |

## Sources
- (en) Hudson, Alfred B., The Barito Isolects of Borneo. A Classification Based on Comparative Reconstruction and Lexicostatics, Data Paper: Number 68, Ithaca, Department of Asian Studies, Cornell University, 1976.